# 長蛇座σ流星雨
長蛇座σ流星雨是微弱的小型（II 級）流星雨，一般在12月7日左右達到峰值。ZHR為3-7，亮度指標為3。它們的活躍期間為11月22日至1月4日。
理查·E·麥克羅斯基和安妮特·波森首次發現長蛇座σ流星雨。

## 母體
長週期彗星C/2023 P1被一些人認為是流星雨的母體，該彗星於2023年9月來到近日點。如果地球經過較舊的流星體（例如1591年），2023年流星雨期間活動有可能增加。